# Підгорб
Підго́рб — село в Україні, в Ужгородському районі Закарпатської області, орган місцевого самоврядування — Баранинська сільська громада. Населення становить 406 осіб (станом на 2001 рік). Село розташоване у центрі Ужгородського району, за 3,4 кілометра від районного центру.

## Назва
Засновано 1912 року
Колишні назви населеного пункту — село «Гетьфорк», «Барвінок».

## Географія
Село Підгорб лежить за 3,4 км на південний схід від районного центру, фізична відстань до Києва — 608,9 км.

## Історія
В урочищі Береги, що на південній околиці села, на пологій терасі Великолазівської гори – поселення епохи енеоліту.

## Політика

### Парламентські вибори, 2019
На позачергових парламентських виборах 2019 року у селі функціонувала окрема виборча дільниця № 210555, розташована у приміщенні школи.
Результати
- зареєстровано 354 виборці, явка 63,84%, найбільше голосів віддано за «Слугу народу» — 46,85%, за «Опозиційний блок» — 18,92%, за Всеукраїнське об'єднання «Батьківщина» — 12,16%.[6] В одномандатному окрузі найбільше голосів отримав Андрій Андріїв (самовисування) — 27,93%, за Олександра Пекаря (Слуга народу) — 24,32%, за Роберта Горвата (самовисування) — 22,07%[7].

## Релігія
храм Вознесіння Господнього. 2000.
храм св. Петра і Павла. 1999.
Давніше село не мало церкви, а впродовж 1990-х років споруджено аж дві церкви – православну і греко-католицьку. Камінь під спорудження православної цегляної церкви за проектом інженера Валерія Мелєнтьєва освятив о. Іван Криванич перед святом св. Петра і Павла 1992 р. Через рік уже був фундамент.
У 1994 р. вимурували стіни, у 1995 – поклали верх і турню, посвятили і встановили надбанні хрести, виготовлені з дюралюмінію. Будівельні роботи закінчили в 1996 р., наступний рік пішов на збір коштів для внутрішнього оздоблення, і в 1998 храм обштукатурили всередині. Останнім етапом було бетонування підлоги в 1999 р.
Спорудження церкви стало можливим завдяки наполегливості голови громади Олени Дюрик, заступника Марти Совбан, скарбника Ніни Нанівської, Віри Куцин.
Земельну ділянку виділила сільрада, і за фундамент взялися Микола Кирлик та Емерих Жовтаній. Поруч з головним майстром М. Кирликом працювали Микола Дюрик, Павло Тодорес, Іван Боднар. Дерев’яну конструкцію даху збудовано під началом Юрія Мішанича з Коритнян, а бляхарські роботи очолив Йосип Ваґан. Склепіння збудовано із смерекового дерева, привезеного з Лютої. 
12 лютого 1939 року відбулись вибори до Сойму Карпатської України, на яких абсолютну більшість голосів виборців (близько 92,4 %) здобули кандидати Українського Національного Об'єднання. У Підгорбі, який належав до округи «Середнє», за УНО проголосували 146 виборців, проти — 13.[джерело?]

## Транспорт
У селі розташована зупинка, де зупинялися потяги вузькоколійної залізниці Ужгород — Анталовці, що курсували тут з 1916 по 1976 рік.

## Населення
Станом на 1989 рік у селі проживало 416 осіб, серед них — 207 чоловіків і 209 жінок.
За даними перепису населення 2001 року у селі проживало 406 осіб. Рідною мовою назвали:
| Мова        | Кількість осіб | Відсоток |
| ----------- | -------------- | -------- |
| українська  | 389            | 95,81%   |
| «русинська» | 3              | 0,74%    |
| російська   | 11             | 2,71%    |
| угорська    | 5              | 1,23%    |
| інші        | 1              | 0,25%    |

## Відомі люди
Своє дитинство у селі провів живописець і художник кіно Михайло Заяць, родина якого переїхала сюди, коли йому було 10 років. У сім'ї була невелика хатина і кузня: «Батько бив своїм молотом, а я — своїм. Пригадую, як іскри сипалися і все довкола аж палало. Кували вози, сани, підковували коней. Взимку підкови були із гаками, аби коні не ховзалися.»